# 剧院广场 (莫斯科)
55°45′33″N 37°37′8″E / 55.75917°N 37.61889°E
剧院广场（俄语：Театральная площадь）是一个位于俄罗斯莫斯科特维尔区的城市广场，于19世纪20年代建成。建成初期时广场被称作“彼得罗夫斯卡娅广场”，随后于1919年更名为“斯维尔德洛夫广场”，最终于1991年变更为此名。剧院广场位于库兹涅茨克桥街与彼得罗夫卡街的交界处，其东南侧毗邻革命广场。由于广场附近聚集多家剧院，如莫斯科大剧院、马利剧院和俄罗斯青年剧院，故得此名。共有3条莫斯科地铁线路交汇于此附近，分别为索科利尼基线猎人商行站、莫斯科河畔线剧院站和阿尔巴特－波克罗夫卡线革命广场站。

## 历史
在1812年莫斯科大火后，现在剧院广场所在的区域被夷为平地，这为剧院广场的创立提供了宝贵基础。借此契机，涅格林纳亚河被改道至地下，直至今日，涅格林纳亚河水仍缓慢流过剧院广场下方。剧院广场由约瑟夫·博韦设计，原本被设计成对称的新古典主义形式广场。然而，由于建筑建设等因素，剧院广场失去了以前的对称性。在十九世纪下半叶，折衷主义建筑替代了新古典主义，使得广场的建筑物比先前要高得多。广场附近还建设有哥特式复兴风格的楚闻明豪华百货大厦。1919年，随着苏维埃政权的成立，广场改名为斯维尔德洛夫广场。由于广场附近聚集多家剧院，如莫斯科大剧院、马利剧院和俄罗斯青年剧院，1991年广场被更名为“剧院广场”，并沿用至今。

## 图册

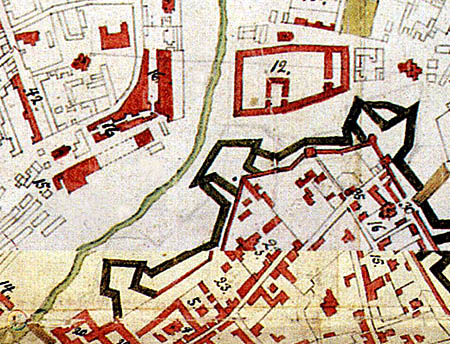
剧院广场所在区域于十八世纪六十年代的地图
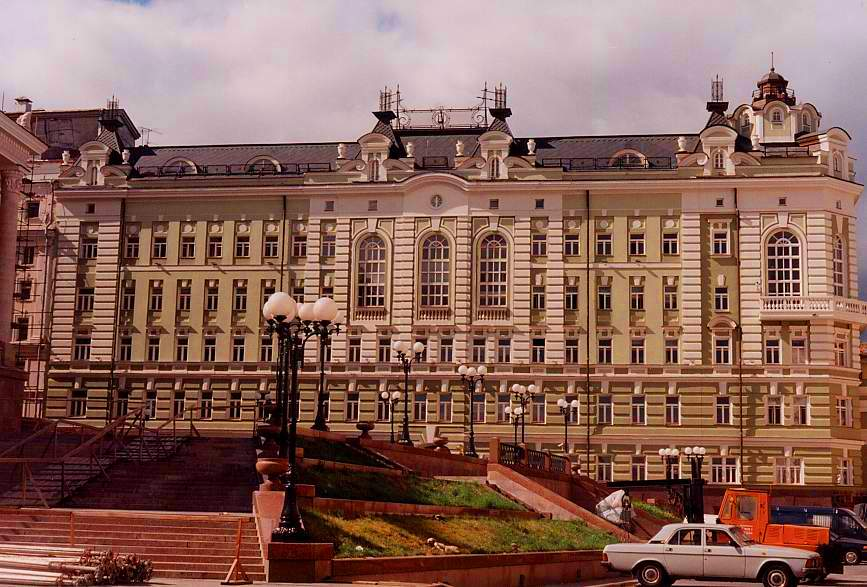
2001年拍摄的剧院广场周边
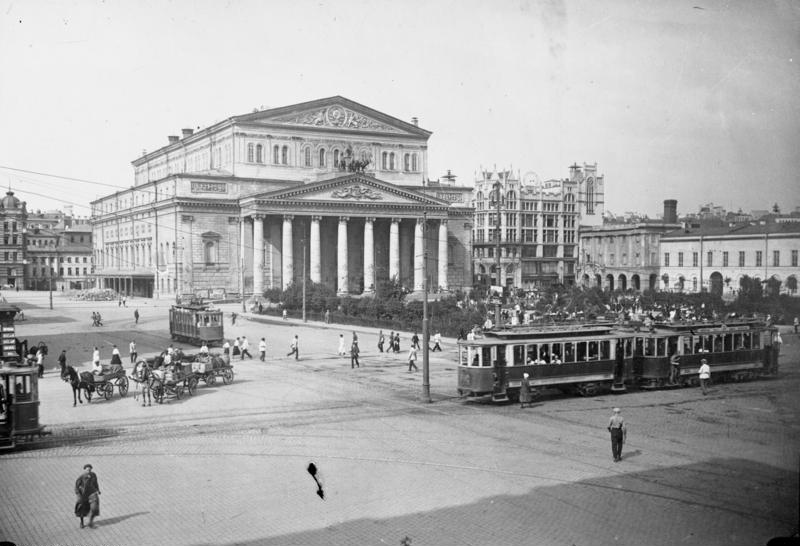
1932年拍摄的剧院广场周边